# Hamlet 2
Pour les articles homonymes, voir Hamlet (homonymie).
Pour plus de détails, voir Fiche technique et Distribution.
Hamlet 2 est un film américain réalisé par Andrew Fleming et sorti en 2008.

## Synopsis
Un professeur d'art dramatique, acteur raté dont le sommet de la carrière est une publicité pour un médicament, est ridiculisé par ses étudiants. Il se lance dans l'écriture et la mise en scène de la suite de Hamlet, sous forme d'un spectacle musical contemporain.

## Fiche technique
- Titre : Hamlet 2
- Réalisation : Andrew Fleming
- Scénario : Pam Brady, Andrew Fleming
- Musique : Ralph Sall
- Société de production : Focus Features
- Pays d'origine :  États-Unis
- Durée : 92 minutes
- Date de sortie : 22 août 2008
- Genre : Comédie musicale

## Distribution
- Steve Coogan (V. F. : Constantin Pappas ; V. Q. : Benoit Rousseau) : Dana Marschz
- Catherine Keener (V. F. : Sylvia Bergé ; V. Q. : Nathalie Coupal) : Brie Marschz
- Joseph Julian Soria (V. F. : Stanislas Forlani ; V. Q. : Alexandre Fortin) : Octavio
- Skylar Astin (V. Q. : Gabriel Lessard) : Rand Posin
- Phoebe Strole (V. F. : Karine Foviau ; V. Q. : Émilie Bibeau) : Epiphany Sellers
- Melonie Diaz (V. F. : Sylvie Jacob ; V. Q. : Agathe Lanctôt) : Ivonne
- Arnie Pantoja (V. Q. : Éric Paulhus) : Vitamine J
- Michael Esparza (V. Q. : Nicolas Charbonneaux-Collombet) : Chuy
- Natalie Amenula (V. Q. : Annie Girard) : Yolanda
- Marshall Bell (V. Q. : Jean-Marie Moncelet) : Principal Rocker
- David Arquette (V. Q. : Sébastien Dhavernas) : Gary
- Elisabeth Shue (V. F. : Stéphanie Murat ; V. Q. : Johanne Léveillé) : elle-même
- Amy Poehler (V. Q. : Pascale Montreuil) : Cricket Feldstein
- Shea Pepe : Noah Sapperstein
- Marco Rodríguez : Mr. Marquez
- Deborah Chavez : Mrs. Marquez

Source et légende : Version québécoise (V. Q.) sur Doublage.qc.ca.

## Récompenses et distinctions
- Nommé pour la meilleure chanson originale (Rock Me, Sexy Jesus)[2] lors de la 2e cérémonie des Houston Film Critics Society Awards.